# Forza d'urto 2
Forza d'urto 2 (Stone Cold II - Back in Business) è un film statunitense del 1997 diretto da Philippe Mora. Il film è uscito in Germania con il titolo Heart of Stone. Sequel del film Forza d'urto del 1991.

## Trama
L'ex poliziotto Joe Elkart viene chiamato dal suo amico David Ashby per prendere parte ad una missione dell'FBI sotto copertura: si tratta di sgominare una banda di trafficanti di droga, in cui sono coinvolti anche dei poliziotti corrotti. Però Elkart scopre che fra i sospettati ci sono alcuni che lo hanno costretto a dimettersi dalla polizia.